# Anna Jansson
Anna Maria Angelika Jansson (født 13. februar 1958 i Visby) er en svensk forfatterinde, som tidligere har arbejdet som sygeplejerske.
Jansson er bedst kendt for sine kriminalromaner om kriminalinspektør Maria Wern, der hovedsagelig finder sted på Gotland, hvor Anna Jansson voksede op. Hendes bøger er blevet oversat til et stort antal sprog. I 2008 blev Janssons bog "Främmande fågel" til en tv-serie med Eva Röse i hovedrollen. Siden da er yderligere ni af bøgerne blevet filmatiseret. Foruden kriminalromaner har Anna Jansson skrevet bøger om etiske emner og en række børnebøger for Bonnier Utbildning samt et afsnit af Fantomet (nr. 14/2009 af den svenske udgave). I 2010 udgav Rabén & Sjögren de første bind i Anna Janssons serie af børnebøger med hovedpersonen Emil Wern - detektiv, og søn til Maria Wern. I 2014 kom feelgood-novellen Ödesgudinnan på Salong d'Amour, den første i serien om frisøren Angelika Lagermark.